# Johannes Malmquist
Axel Johannes Malmquist, född 19 oktober 1882 i Hammars socken, Örebro län, död 24 februari 1952 i Solna, var en svensk matematiker.
Malmquist disputerade 1909 vid Stockholms högskola under Gösta Mittag-Leffler. Han blev 1913 professor i matematik vid Kungliga Tekniska Högskolan, och stannade på tjänsten till sin pensionering 1948. Han efterträdde närmast Helge von Koch, som hade lämnat professuren i matematik 1911 och han efterträddes 1949 av Åke Pleijel. Han invaldes 1943 som ledamot av Vetenskapsakademien.
Malmquist uppnådde i en rad arbeten ägnade åt den Painlevéska problemkretsen inom
differentialekvationernas teori resultat av stor betydelse. Malmquists vid Tekniska högskolan hållna föreläsningar i matematik utkom i tryck 1923.